# Thomas Jefferson Hogg
Thomas Jefferson Hogg (n. 24 mai 1792, Stockton-on-Tees, Anglia, Regatul Marii Britanii – d. 27 august 1862, Londra, Regatul Unit al Marii Britanii și Irlandei) a fost un biograf și prozator britanic .
Fiul lui John Hogg, un domn de țară din Durham, a fost educat la Durham School
și la Universitatea Oxford, unde s-a cunoscut cu Percy Bysshe Shelley, căruia i-a devenit prieten pe viață și biograf. Asociat cu  Shelley în celebrul pamflet, Necesitatea ateismului (The Necessity of Atheism), a fost exmatriculat împreună cu acesta, alegând după aceea, o carieră în avocatură.
Articolul lui Hogg Amintiri despre Shelley (Reminiscences of Shelley), din anul 1832, în revista lui Bulwer Lytton, New Monthly Magazine, a fost atât de apreciat, încât, i s-a cerut, mai apoi, să scrie o biografie a poetului. A finalizat biografia în două volume, dar maniera în care a fost scrisă a dus la anularea contractului pentru publicare. Această lucrare este, poate, unică în analele biografiilor, deoarece îl prezintă pe Shelley cu acuratețe și într-un mod credibil, dar nearătându-i nici o apreciere, ca poet. Îi descrie caracterul excentric într-un mod umoristic, ceea ce face cartea deosebit de amuzantă.
Printre alte lucrări literare notabile ale lui Hogg se numără Memoriile Prințului Alexy Haimatoff (Memoirs of Prince Alexy Haimatoff) (1813) și  impresiile de călătorie Două sute și nouă zile (Two Hundred and Nine Days) (1827).
El s-a căsătorit cu Jane Williams, concubina lui Edward Williams, prieten al lui Shelley, care a murit împreună cu Shelley, înecat.

## Principalele lucrări
- Memoriile Prințului Alexy Haimatoff (Memoirs of Prince Alexy Haimatoff) - 1813
- Două sute și nouă zile sau jurnalul unui călător pe continent (Two Hundred and Nine Days; or, The Journal of a Traveller on the Continent) - 1827
- Shelley la Oxford (Shelley at Oxford) - 1832
- Viața lui Percy Bysshe Shelley. (The Life of Percy Bysshe Shelley) - 1858